# ジャン・アジェロウ

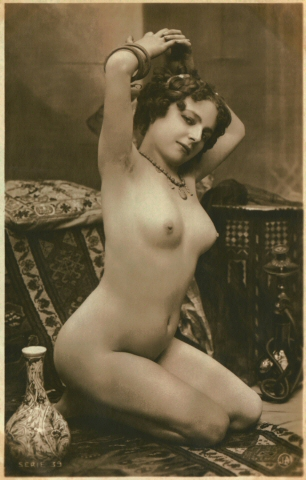
ジャン・アジェロウのモデル、フェルナンド。1910年

ジャン・アジェロウ（Jean Agélou、1878年10月16日 – 1921年8月2日）は、女性のエロティシズムとヌードを専門とするフランスの写真家。1908年から1916年にかけてポストカードの最大の生産者になった。お気に入りのモデルはフランス人のフェルナンド・バレエであった。
ポストカードの収集家クリスチャン・ブルドンとジャン＝ピエール・ブルジェロンは、可能な限り彼の作品を全て収集しようとした。

## 経歴
アジェロウの私生活については、1908年以降フェルナンドが恋人兼モデルであったことを除いてはあまり知られていない。彼女は娼婦であり、フルネームはフェルナンド・バレエであると認識されている。彼女は画家のアメデオ・モディリアーニとシャイム・スーティンのモデルにもなり、自身も画家になった。
1900年代はエロティックな写真の全盛期を迎えていたが、写真家はまだ常に用心を心がける必要があり、彼は作品に「JA」と署名した。「JA」の本名が知られるまでには長い時間を要した。
彼は雑誌『L'Étude académique』に作品を掲載することから始めた。この雑誌は表向きはアーティスト向けであったが、20,000人の購読者がいた。その後、自身のポストカードを発行した。彼のモデルの年齢は20歳から24歳まで幅があり、最年少の1人に至ってはわずか14歳であったが、1899年3月16日時点の法律では合法であった。ポストカードに加えてアジェロウは立体視画像も作成したが、これらはより希少であった。モデルの撮影中、彼は通常のカメラとステレオカメラの両方で写真を撮った。
フランスでは1908年4月7日にヌード写真が禁止された。すべての媒体からヌードが削除され、ストック画像は修正され、ベールか小さな隠蔽用パンティが追加され、陰毛が塗りつぶされた。ヌード画像が秘密裏に流通し始め、製作者は慎重に行動しなければならなかった。フェルナンドのエロティックな写真は、第一次世界大戦中の両陣営の兵士に愛された。エロティックなポストカードや雑誌は、密封された封筒で販売或いは発送する必要があった。アジェロウのオリジナルのヌードプリントは、まだ禁止されていた日本を除き1970年代初頭に再び流通可能となった。
1921年、ジャン・アジェロウは弟のジョルジュと共に自動車事故で42歳で死去。ジョルジュはビジネス面を担当し、ジャンはモデルを発掘して写真を撮った。写真はスタジオと自然光で撮られ、背景は画家が描いた装飾によって制作された。